# Ilha Komsomolets

Localização da ilha Komsomolets

A Ilha Komsomolets (em russo:  остров Комсомолец) é a ilha mais setentrional do grupo Severnaya Zemlya no Oceano Árctico russo, e a terceira maior do arquipélago. É a 82ª maior da Terra. As suas coordenadas são 80° 34′ N, 94° 29′ L
O extremo norte da ilha é o Cabo Árctico, ponto de partida para numerosas expedições ao Pólo Norte.
A ilha tem uma área de 9.006 km² e máxima altitude de 780 m. Cerca de 65% da sua superfície está coberta com glaciares.".